# 湾里街道 (大连市)
湾里街道，是中华人民共和国辽宁省大連市金州区下辖的一个乡镇级行政单位。

## 行政区划
湾里街道下辖以下地区：
宜宁社区、都悦社区、石城社区、城志社区、吉安社区、祥泰社区、高合社区、东城社区、金湾社区、新城社区、栗苑社区、蓝湾社区、翰林社区、松岚社区、山城社区、名苑社区、青馨社区、奇瑞社区、港湾社区、南岭社区、润安社区和东湾社区。